# 秋收起义纪念地
秋收起义纪念地是分属江西省萍乡市、宜春市、九江市的一组建筑物。2001年，列入第二批全国爱国主义教育示范基地，分别是萍乡秋收起义纪念碑、秋收起义铜鼓纪念馆、秋收起义修水纪念馆。
1977年8月，秋收起义铜鼓纪念馆在铜鼓县（时属宜春地区）建成。后与毛泽东化险地、肖家祠，同属铜鼓秋收起义纪念地。1977年9月，秋收起义修水纪念馆在修水县（时属九江地区）建成。1995年6月、2001年6月、2001年11月，分别被九江市人民政府、中共中央宣传部、中共江西省委、江西省人民政府授名为“爱国主义教育示范基地”。2000年8月，萍乡秋收起义纪念碑在萍乡市建成，同时建有秋收起义广场。